# Drackenstein
Drackenstein är en kommun och ort i Landkreis Göppingen i regionen Stuttgart i Regierungsbezirk Stuttgart i förbundslandet Baden-Württemberg i Tyskland.
Kommunen ingår i kommunalförbundet Oberes Filstal tillsammans med staden Wiesensteig samt kommunerna Gruibingen, Hohenstadt och Mühlhausen im Täle.